# 斯洛博達-皮德利西夫西卡
48°13′16″N 28°27′49″E / 48.22111°N 28.46361°E
斯洛博達-皮德利西夫西卡（烏克蘭語：Слобода-Підлісівська），是烏克蘭的村落，位於該國西南部文尼察州，由莫希利夫-波季利斯基區負責管轄，面積3.24平方公里，海拔高度82米，人口600，人口密度每平方公里201.23人。